# Districte de Bucheggberg

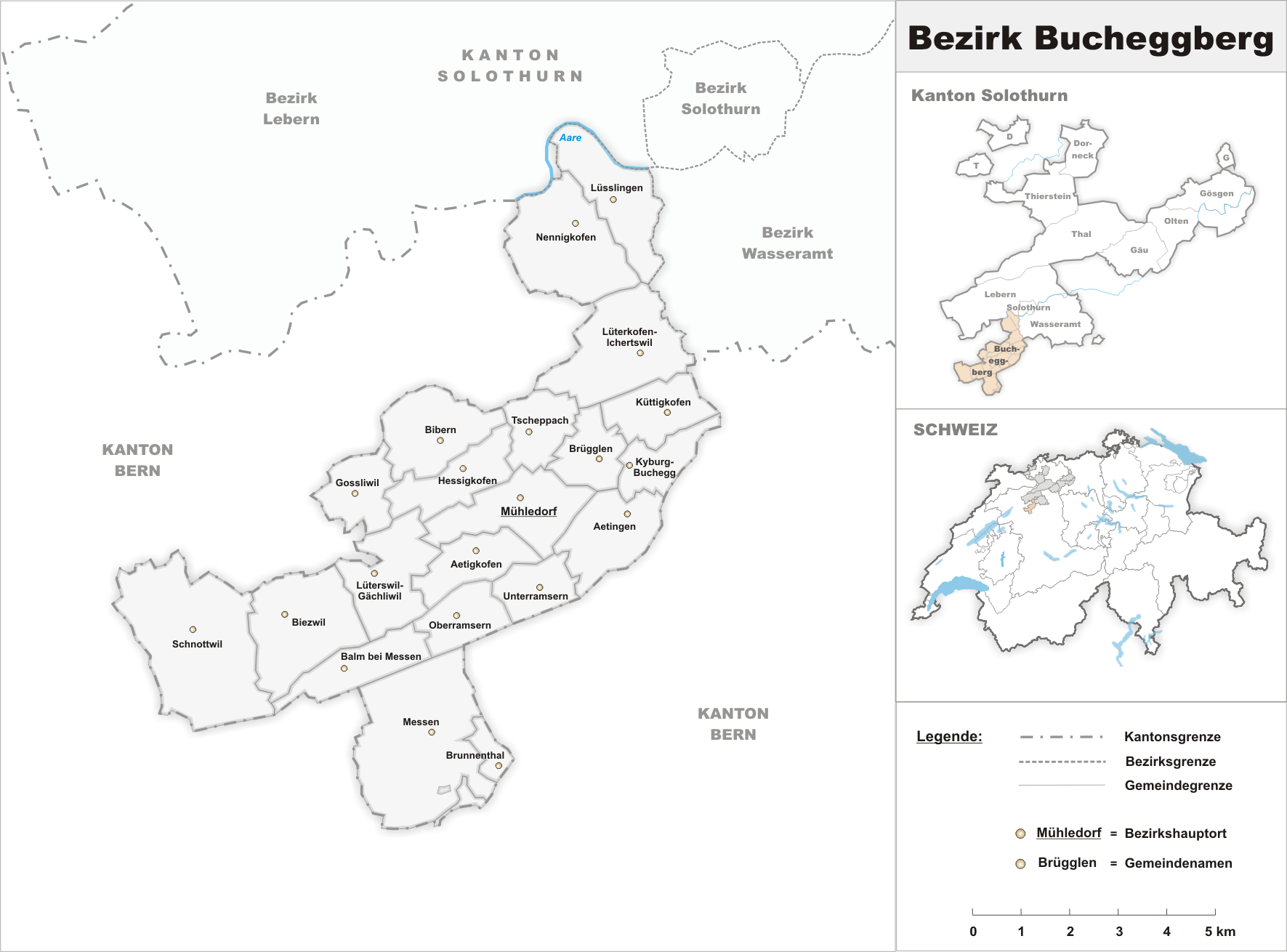
El districte de Bucheggberg

El districte de Bucheggberg és un dels deu districtes del cantó de Solothurn (Suïssa). Té una població de 7582 habitants (cens de 2007) i una superfície de 62.86 km². Està format per 21 municipis i el cap del districte és Mühledorf.

## Municipis
- CH-4583 Aetigkofen
- CH-4587 Aetingen
- CH-3254 Balm bei Messen
- CH-4578 Bibern
- CH-4585 Biezwil
- CH-4582 Brügglen
- CH-3307 Brunnenthal
- CH-4579 Gossliwil
- CH-4577 Hessigkofen
- CH-4581 Küttigkofen
- CH-4586 Kyburg-Buchegg
- CH-4574 Lüsslingen
- CH-4571 Lüterkofen-Ichertswil
- CH-4584 Lüterswil-Gächliwil
- CH-3254 Messen
- CH-4583 Mühledorf
- CH-4574 Nennigkofen
- CH-4588 Oberramsern
- CH-3253 Schnottwil
- CH-4576 Tscheppach
- CH-4588 Unterramsern